# Waldemar Müller (Schriftsteller)
Waldemar Müller (Pseudonyme: Waldemar Müller-Eberhart, Ernst Erik Eberhard, Jaroslav Maria; * 3. Juni 1871 in Bromberg; † 6. Juli 1955 in Alfeld (Leine)) war ein deutscher Schriftsteller.

## Leben
Der aus der in der preußischen Provinz Westpreußen gelegenen Stadt Bromberg stammende Waldemar Müller entschied sich nach seinem Pflichtschulabschluss für eine militärische Laufbahn. Nach Absolvierung der Kriegsschule war er seit 1892 als Offizier in Bremen eingesetzt, 1896 quittierte er seinen Dienst. In der Folge wandte er sich dem Studium der Staatswissenschaften zu, das er nach drei Semestern abbrach. Nachdem Waldemar Müller 1898 das Polizieroffiziersexamen abgelegt hatte, trat er 1900 eine Stelle als Kriminalkommissar in Berlin an, die er 1908 niederlegte.
Der als Erzähler und Dramatiker hervorgetretene Waldemar Müller, der sich seit 1908 Müller-Eberhart nannte, lebte im Anschluss als freier Schriftsteller in Alfeld an der Leine, dort verstarb er im Sommer 1955 im Alter von 84 Jahren.

## Werke (Auswahl)
- Lokomotivführer Claussen : im Dienste des Verkehrs : Schauspiel in 4 Akten, H. Seemann, Berlin, 1904
- Die Legende der heiligen Hedwig, Zentralstelle zur Verbreitung guter deutscher Literatur, Neuhof; Kreis Teltow, 1921
- Michael Holtenbeen, der Seifensieder : Das Spiel vom deutschen Michel Cottbus, Lausitzer Druckerei u. Verlagsanstalt, Cottbus, 1923
- Wie Petrus Weihnacht feiert : Ein Spiel in 3 Bildern, Deutscher Kultorverband, Prag, 1927
- Kunigunde : Das deutsche Kynast-Volksspiel, Geschäftsstelle der Waldemar Müller-Eberhart-Spiele, Oberschreiberhau, 1928
- Der Sturm auf die Gröditzburg Wallensteins dt. Sendg ; Burgspiel, Geschäftsstelle der Waldemar Müller-Eberhart-Spiele, Oberschreiberhau, 1933
- Fridericus Immortalis : Der wahre Geist von Potsdam, Volksdeutscher Verlag, Breslau, C. Fr. Fleischer, Leipzig, 1935